# Sven Palme
Sven Theodor Palme, född 4 december 1854 i Kalmar, död 9 augusti 1934 i Engelbrekts församling i Stockholm, var en svensk politiker (folkpartist, senare liberal), riksdagsledamot och verkställande direktör i Lifförsäkrings AB Thule.  

## Biografi

### Från militären till försäkringsbranschen
Palme blev 1880 löjtnant vid Svea artilleriregemente, var 1885–1887 informationsofficer, men övergick 1887 till reserven, varifrån han tog avsked 1890. Hans första företag var Militär Ekiperings Aktiebolaget som grundades 1883 och utvecklades till det exklusiva varuhuset MEA. Samma år hade han börjat ägna sig åt försäkringsverksamhet och blev biträdande aktuarie i försäkringsaktiebolaget Victoria. År 1887 erhöll han anställning som avdelningschef i Skandia, och var från och med 1888 verkställande direktör i Lifförsäkrings AB Thule, som under hans chefskap vunnit en betydande utveckling. Som försäkringsman intog Palme en representativ ställning; han blev 1899 vice ordförande i Försäkringsföreningen och var från och med 1903 dess ordförande.

### Politikern
Såväl i nämnda förening och vid försäkringskongresser som i riksdagen gav Palme många uppslag av betydelse för försäkringsväsendet. Så till exempel föranledde hans motion i riksdagen 1895 om en mera ingående försäkringslagstiftning en riksdagsskrivelse, som hade till följd tillsättande af 1895 års kommitté. Ett av Palme i anledning av kommittébetänkandet inom Försäkringsföreningen framställt och av föreningen hos Kunglig Majestäts understött förslag gav uppslag till 1900 års skandinaviska kommitté för en gemensam försäkringslagstiftning, i vilken Palme blev medlem. 
Palme deltog tidigt i den liberala valrörelsen i huvudstaden och var även några år ordförande i Liberala valmansföreningen. Han var ledamot av andra kammaren för Stockholms stads valkrets 1894–1896 och 1905–1911 samt tillhörde under förstnämnda period från 1895 Folkpartiet, senare Liberala samlingspartiet. Palme var ledamot av tillfälliga utskott 1895 och 1896, i bankoutskottet 1907–1909 (vice ordförande 1909) samt av särskilda utskottet 1907 i stadsplanefrågan och 1908 i sanatoriefrågan samt var bankofullmäktig från 1910. Förutom hans riksdagsmotioner i försäkringsfrågor (1895, 1905, 1910, 1911) kan hans motioner i syfte att förhindra förenande av militärtjänst med anställning vid hovet (1895) samt om möjliggörande för underofficerare att vinna officersbefordran (1911) nämnas. Palme deltog gärna i debatten och uppträdde icke sällan som en skarp kritiker av regeringsförslagen under 4:e och 5:e huvudtitlarna. 
Han var från och med 1904 stadsfullmäktig i Stockholm. Under valrörelsen våren 1914 anslöt sig Palme, som varit mycket verksam för det så kallade Bondetåget, till valorganisationen Frisinnade försvarsvänner. Han var också medlem av egnahemskommittén (1899–1901), ålderdomsförsäkringskommittén (1907–1912) och kommittén för utredning av vissa ekonomiska frågor i samband med en förflyttning av flottans station i Stockholm (1910).
Sven Palme intog också en negativ hållning gentemot Rysslands angrepp mot Finlands autonomi samt en positiv hållning gentemot Finlands självständighet 1917 och gentemot den vita sidan i det finska inbördeskriget. Anledningen kan delvis sökas i släktförhållanden, ty han var gift med Hanna von Born. Han hade ett stort kontaktnät i Finland som omfattade samtliga politiska grupper utom fennomanerna. I Ställningar och förhållanden i Finland skriver han: 
| ”                   | Trots 80 år af skilsmessa och trots att Finlands kultur naturligtvis af ras- och språkförhållanden samt af inflytande österifrån fått många egendomligheter, som ej återfinnas hos oss, så är dock vår kultur i det hela gemensam. Det är i kärleksfullt fasthållande af denna kultur, som jag tror att Finlands största styrka just nu ligger. Och bryggan till denna kultur, till den stora vesterländska odlingen, heter ännu för Finland: svenska språket. | „ |
| – Palme 1891, s. 46 | |   |

Han erhöll Frihetskorset av första klass 1918.
Palme var bankofullmäktig till juni 1925. Under första världskriget visade han sig utpräglat tyskvänlig; han var ordförande i Svensk-tyska föreningen i Stockholm. Palme har dessutom skrivit bl.a. Staten och försäkringsväsendet (1917).

### Privatliv
Palme var son till landssekreteraren Christian Adolph Palme i Kalmar (1811–1889). År 1883 gifte han sig med Hanna Palme, född friherrinna von Born. Han var far till historikern Olof Palme (1884–1918) som stupade i det finska inbördeskriget 1918, direktören Gunnar Palme (1886–1934) och officeren Nils Palme (1895–1963) samt farfar till historikern Sven Ulric Palme (1912–1977) och statsminister Olof Palme (1927–1986). 
Sven Palme är begravd på Södra kyrkogården i Kalmar.